# حمدين صباحي
حمدين عبد العاطي عبد المقصود صباحي وشهرته حمدين صباحي (5 يوليو 1954) سياسي وبرلماني مصري. رئيس سابق لحزب الكرامة ويعمل كرئيس تحرير جريدة الكرامة وعضو برلمان سابق ومرشح لرئاسة الجمهورية في انتخابات 2012 وانتخابات الرئاسة المصرية 2014. له تاريخ في الدفاع عن حقوق المصريين والعدالة الاجتماعية ومناصرة القضايا الوطنية، ناصري الميول.

## المولد والنشأة
ولد حمدين عبد العاطي صباحي بمدينة بلطيم محافظة كفرالشيخ بمصر في 5 يوليو عام 1954، لأب وأم من المصريين البسطاء، وكان والده فلاحاً. وقد انتخب رئيساً لاتحاد طلاب مدرسة بلطيم الثانوية. التحق بكلية الإعلام جامعة القاهرة في أعقاب حصوله على شهادة الثانوية وتخرج فيها سنة 1976.

## بداية حياته السياسية
مع التحاقه بكلية الإعلام جامعة القاهرة شارك في المظاهرات الطلابية المطالبة ببدء الحرب ضد الاحتلال الصهيوني لسيناء. وفي أعقاب نصر حرب أكتوبر 73 بدأ مع مجموعة من رفاقه في تأسيس «نادي الفكر الناصري» في جامعة القاهرة والذي انتشر في جامعات مصر، وصولا لتأسيس اتحاد أندية الفكر الناصري المعارض للسادات وسياساته.
انتخب «رئيسا لاتحاد طلاب كلية الإعلام» (1975 – 1976) وكان زياد عوده نائبا له، وصار «نائبا لرئيس الاتحاد العام لطلاب مصر» (1975 – 1977).

## موقفه مع السادات
في عام 1977 عقب «الانتفاضة الشعبية» ضد غلاء الأسعار وإلغاء الدعم، حاول الرئيس محمد أنور السادات امتصاص غضب الشعب بعقد مجموعة من اللقاءات مع فئات مختلفة من المجتمع، ومن هنا جاء لقاء السادات مع «اتحاد طلاب مصر»، والذي تواجد فيه حمدين صباحي، حيث انتقد حمدين صباحي سياسات الرئيس محمد أنور السادات الاقتصادية والفساد الحكومي بالإضافة إلى موقف السادات من قضية العلاقات مع العدو الصهيوني في أعقاب حرب أكتوبر.

## اعتقاله
بعد تخرُجه من كلية الإعلام جامعة القاهرة، واجه صعوبات في العثور على فرصة للعمل في الصحافة أو التليفزيون أو الجامعة. والتحق بجريدتي «صوت العرب» و«الموقف العربي»، وكانت تلك الصحف صوت التيار الناصري في مصر في ذلك الوقت. كما استمر تواصله مع طلاب اتحاد أندية الفكر الناصري، حيث صاغوا عام 1979 «وثيقة الزقازيق» التي بلورت رؤية جيل الشباب الناصري وموقفهم من سياسات السادات.
وجرى اعتقاله في في أحداث 17 و18 يناير 1977.
وفي عام 1981 جاءت موجة اعتقالات سبتمبر ضد قيادات ورموز الحركة الوطنية المعارضة للسادات، وكان حمدين صباحي بين قائمة المعتقلين.
كما تعرض حمدين في عهد محمد حسني مبارك لسلسلة من الاعتقالات منها عند قيامه بقيادة مظاهرة سنة 1997 مع فلاحي مصر، الذين أضيروا من قانون العلاقة بين المالك والمستأجر.
تكرر اعتقاله وهو نائب في مجلس الشعب، وبدون رفع الحصانة عنه سنة 2003، في انتفاضة الشعب المصري ضد نظام الرئيس محمد حسني مبارك المؤيد لغزو العراق.

## الانتخابات البرلمانية
في الانتخابات البرلمانية عام 2005 التي خاضها في إطار «القائمة الوطنية لمرشحي التغيير»، ضرب فيها أهالي دائرته نموذجا للمقاومة المدنية السلمية ضد ممارسات النظام القمعية لإسقاط صباحي، فابتكروا أساليب بسيطة لتجاوز حصار الشرطة للجان الانتخاب، وسهروا على حراسة صناديق الانتخابات.
كانت مأساة تلك الانتخابات سقوط الشهيد جمعة الزفتاوي برصاص الشرطة المصرية بالإضافة إلى الجرحى الذين أصيبوا دفاعا عن حقهم في الحفاظ على مقعد برلماني ينحاز لمصالحهم ويعبر عنهم. وبفضل الشهيد جمعة الزفتاوى واستبسال أهالي بلطيم والبرلس والحامول انتصر حمدين صباحي في تلك المعركة، وفرض الأهالي إرادتهم للمرة الثانية فكان نائبهم في مجلس الشعب المصري 2005 هو حمدين صباحي.

## مواقف من حياته
- في عام 1992 كان أحد مؤسسي الحزب العربي الديمقراطي الناصري مع ضياء الدين داود، حيث حصل على حكم قضائي بتأسيسه.
- كان حمدين وكيلا لمؤسسي حزب «الكرامة»، والذي تم رفضه مرارا من قبل نظام مبارك، وهو ما اضطر حمدين للتنازل عن منصبه.
- أواخر عام 2004 تأسست حركة كفاية وكان حمدين صباحي أحد مؤسسيها. لعبت «حركة كفاية» دورا هاما ومحوريا في كسر حاجز الخوف وتجاوز الخطوط الحمراء في الكثير من قضايا الوطن، وجاء ذلك متسقا تماما مع أفكار حمدين صباحي ورفاقه وطموحاتهم.
- عام 2005 شارك في معركة قانونية طويلة من أجل تأسيس جريدة «الكرامة»، التي صدرت في نهايات عام 2005، وتولى صباحي منصب رئيس تحريرها.
- عضو مجلس الشعب من 2000 حتى 2010 عن أهالي البرلس والحامول.
- 2010 تم إسقاط حمدين صباحي بالتزوير في انتخابات مجلس الشعب وانسحب حمدين صباحي من الانتخابات احتجاجا على التزوير.

## في ثورة 25 يناير
قاد مظاهرة في بلطيم يوم 25 يناير ثم قرر العودة إلى القاهرة فورا مع تصاعد الأحداث يومى 26 و27، ومظاهرات الغضب في يوم 28 انطلاقا من مسجد مصطفى محمود بالمهندسين، ومع بدء الاعتصام في ميدان التحرير والذي استمر لمدة 18 يوم، لم يرغب في الظهور السياسي والإعلامي واكتفى بتبني أهداف الثورة كاملة في كل تصريحاته واجتماعاته وجلساته، ورفض التورط في حوارات ما قبل تنحي مبارك ملتزما برأي الجماهير الثائرة.

## الترشح للرئاسة
- أعلن حمدين صباحي في أكتوبر 2009 عقب المؤتمر العام لـحزب الكرامة ترشحه شعبيا لرئاسة الجمهورية بجمع توكيلات من الشعب المصري بالموافقة على ترشحه محاولة منه لتغيير نص المادة 76 التي قام النظام بتعديلها بما يتعارض مع ترشيح المصريين لانتخابات الرئاسة إلا من تتوفر فيه شروطها المجحفة.
- ثم عاد ليعلن ترشحه مجددا لانتخابات رئاسة جمهورية مصر العربية عام 2012.[5] وتقدم حمدين رسمياً لانتخابات الرئاسة، حيث قام بتقديم عدد من التوكيلات للجنة الانتخابات الرئاسة عددها (42,525) توكيل.[6] توكيل من المواطنين.[7]
- قرر خوض الانتخابات الرئاسية في فبراير 2014 التي جاءت بعد ثورة 30يونيو و الذي أطاح بالرئيس محمد مرسي عام 2013 أمام قائد الثوره عبد الفتاح السيسي والتي شهدت مقاطعة من أغلب الأحزاب وأفراد الشعب.[8]

## وصلات خارجية
- قالب:الموقع الرسمى